# Tyrrell 023
Der Tyrrell 023 war ein Formel-1-Rennwagen, der vom Tyrrell-Team in der Formel-1-Weltmeisterschaft 1995 eingesetzt wurde.
Der Wagen wurde federführend von Harvey Postlethwaite und Mike Gascoyne entwickelt und vom Japaner Ukyō Katayama sowie dem Finnen Mika Salo pilotiert. Der Testfahrer des Teams, der Italiener Gabriele Tarquini, vertrat den verletzten Katayama beim Großen Preis von Europa.
Die besten Ergebnisse des 023 waren fünfte Plätze durch Salo beim Großen Preis von Italien und beim Großen Preis von Australien.